# 石橋純
石橋 純（いしばし じゅん、1962年 - ）は、日本の文化人類学者、東京大学教授である。専門はラテンアメリカ文化研究、文化人類学。

## 経歴
東京生まれ。1985年東京外国語大学スペイン語学科を卒業、ソニー株式会社に勤めるとベネズエラ法人に駐在し、家電製品のマーケティングを担当する。並行して、月刊『ラティーナ』等に紀行文と音楽評論を発表してきた。
1997年に帰国、翌1998年、東京外国語大学大学院地域文化研究科にて博士前期課程を修了、2000年に東京大学大学院総合文化研究科にて文化人類学博士課程を修め、学術博士を受ける。
宇都宮大学に助教授として奉職すると2003年に東京大学教養学部・総合文化研究科の助教授に転じ、准教授（2007年）、教授（2015年7月）を歴任する。
ラテンアメリカ学会文化・権力・政治文化会会員。、評議委員（2012-2014）。

## 受賞歴
映像作品『ハンモックの埋葬』により第22回LASA（英語）（米国ラテンアメリカ学会）映画祭優秀賞受賞。

## 主な著作
- 『タンボールの政治性 : ベネズエラ、サンミジャンにおける民衆文化・アイデンティティ・民主主義』2000年（平成12年）3月29日。doi:10.11501/3190181。。博士論文、東京大学甲第14897号、博士 (学術) 。国立国会図書館／図書館送信参加館内公開。
  - 「B.2 『ハンモックの埋葬』」211頁。 (0226.jp2)
- 『熱帯の祭りと宴 : カリブ海域音楽紀行』柘植書房新社〈地球文化紀行〉、2002年。全国書誌番号:20449065
- 「暴力状況下の民族創生」藤岡美恵子、中野憲志（編）『グローバル化に抵抗するラテンアメリカの先住民族』反差別国際運動グァテマラプロジェクト、2005年。全国書誌番号:20916041
- 『太鼓歌に耳をかせ カリブの港町の「黒人」文化運動とベネズエラ民主政治』松籟社、2006年、著者紹介頁。
  - 「著者自身による新刊書紹介_:_『太鼓歌に耳をかせ_:_カリブの港町の「黒人」文化運動とベネズエラ民主政治』」つくばラテンアメリカ・カリブ研究会編集部『ラテンアメリカ・カリブ研究』第13号、2006年5月。

欧文
- "Hacia una apertura del debate sobre el racismo en Venezuela: exclusión e inclusión estereotipada de personas negras en los medios de comunicación". Políticas de identidades y diferencias sociales en tiempos de globalización.FACES-UCV, pp.33-61. ベネズエラにおける黒人差別。

- Ishibashi, Jun (2001). "Entierro de la Hamaca de San Millán, Venezuela. Ritual de Autorepresentación cultural y el significado de la violencia". En Jaramillo de Norden (ed.). Influencias africanas en las culturas tradicionales de los países andinos. Memorias del II Encuentro para la Promoción y Difusión del Patrimonio Folclórico de los Países Andinos. Santa Ana de Coro, Venezuela: Ministerio de Educación Cultura y Deportes, Viceministerio de Cultura, Gobernación del Estado Bolivariano de Falcón, CONAC, Fundación Bigott. pp.151-166. ハンモックの埋葬に関する考察。
- Rosa, Andrés, Jun Ishibashi, and Nelson González. (2015). La Siembra del Cuatro: once años de historia. OCLC 1001550364, DVD (1時間14分) 。

### 編著
- 『中南米の音楽 : 歌・踊り・祝宴を生きる人々』編 東京堂出版、2010年。全国書誌番号:21740210
  - 「概説・中南米の音楽」「ベネズエラ」著